# B'Elanna Torres

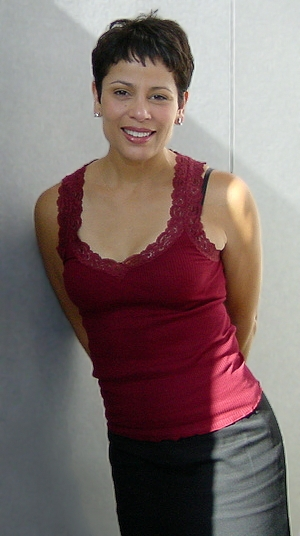
Roxann Dawson da vida a B'Elanna Torres.

B'Elanna Torres, interpretado por Roxann Dawson, es un personaje de ficción de la serie Star Trek: Voyager. Ella es ingeniero en jefe de la USS Voyager. 
Torres es el único personaje de Star Trek de origen hispano.

## Creación de B'Elanna
Cuando los productores comenzaron la creación de Star Trek Voyager, originalmente pidieron a Michelle Forbes que interpretara de nuevo a Ro Laren. Pero al igual que ocurrió en Deep Space Nine, rechazó la oferta, y muchos han especulado con que el papel de B'Elanna Torres fue creado en su lugar. 
La oficial de Star Trek: Voyager B'Elanna es una joven de híbrido de humano y klingon que inicia la serie a los 22 años como miembro de la Rebelión Maquis. 
Los productores querían contratar a una actriz que pudiera representar en B'Elanna la lucha interna entre sus mitades humana y Klingon, y cuando Roxann Dawson se presentó para el personaje fue admitida y se convirtió en el primer miembro de la Voyager. 
Originalmente el maquillaje de B'Elanna era muy diferente al diseño definitivo que conocemos. Roxann Dawson explicó que contaba con una fisonomía de rasgos klingon mucho más pronunciados en la frente y la nariz, y tenía que usar dientes klingon postizos, lo que la hacía sentir incómoda, por lo que pidió a los productores y maquilladores Michael Westmore si podían hacer tal vez más atractivo y menos "klingon" su maquillaje. Finalmente llegaron a un diseño con el que Roxann estuvo feliz, algo que ella describe como su "hermoso maquillaje de monstruo'. 
Durante el episodio 14 de la primera temporada "Caras," Dawson mostró reservas al leer el guion. Ella sentía que era demasiado pronto en la serie y que ella no sabría interpretar los dos personajes (una B'elanna humana y otra klingon escindidas) lo suficientemente bien. Pero aprovechó el episodio como una experiencia de aprendizaje y llegó a conocer mucho más a su personaje, y a su vez, se convirtió en uno de sus capítulos favoritos. Luego de que el episodio saliera al aire, llamó a su padres para pedir sus opiniones, y le respondieron: "tú estuviste bien, ¡pero la chica que interpretó a la Klingon fue realmente genial!" Dawson lo tomó como un cumplido y desde entonces supo que lo había logrado. 
Aunque el personaje de Torres tenía 22 años cuando la serie comenzó, en realidad Dawson tenía 36. 
Durante la cuarta temporada de la serie, Roxann quedó embarazada de su primer hijo. Los escritores decidieron que no querían que B'Elanna se embarazara de modo que durante el tiempo restante de su embarazo, B'Elanna uso una bata de laboratorio que sirvió para ayudar a cubrir su creciente embarazo. Hubo algo que los otros actores encontraron divertido en la temporada 7, cuando los guionistas de la serie decidieron incluir un embarazo en la historia de B'Elanna, aunque Dawson no estuviera embarazada. 
Durante la quinta temporada, Dawson sostuvo una reunión con los productores y escritores para debatir el personaje de B'Elanna. Roxann les explicó que en su opinión había un lado oscuro en su personaje que no se había explorado, y de ese debate surgió el episodio 3 "Riesgo extremo". Dawson explicó que después de que el episodio saliera al aire, habo una gran cantidad de correos de sus fanes alabando las cuestiones de la depresión y el conflicto interno planteado en el episodio, y que gran parte de la gente que lo vio se sintió identificada con ella. 
En la temporada 6, capítulo 3 "La barcaza de los Muertos', Roxann finalmente obtuvo la oportunidad de explorar el lado klingon de B'Elanna, gracias a que el episodio originalmente fue concebido por Ronald D. Moore como una serie sobre el infierno Klingon. En el episodio, B'Elanna tiene una experiencia cercana a la muerte y viaja al infierno Klingon (Grethor), donde se encuentra con su madre y descubre que, debido a la deshonra que le causó, su madre deberá pasar la eternidad en Grethor. El episodio no sólo explora algunos de los aspectos más fascinantes del personaje de B'Elanna, también da más información sobre Mitología Klingon. Roxann cree que en el episodio había múltiples capas para trabajar, y que es esencialmente una aproximación a la madurez de B'Elanna, quién finalmente logra aceptar su herencia klingon. 
Al final de la serie, Dawson describe a B'Elanna como una joven rebelde que  maduró en el transcurso de siete años. 
(Ref. Star Trek Voyager Complete Series DVD Special Features. Crew Biography of B'Elanna Torres, interview with Roxann Dawson.)

## Descripción del personaje
Nacida en 2349 en la colonia Kessik IV de la Federación Unida de Planetas, Torres tuvo una infancia turbulenta. Su padre humano y su madre Klingon tenían una relación tormentosa, y en última instancia, su padre abandonó el hogar cuando ella tenía cinco años de edad (más adelante se dice que es cuando ella tenía doce años en el capítulo 12 de la temporada 7 "Linaje"). Regresó a la Tierra, dejándola al cuidado de su madre. 
Como una mezcla de Klingon y humana, Torres era propensa a estallidos agresivos. Una vez atacó a su compañero de escuela Daniel Byrd, después de que en repetidas ocasiones la llamó "Señorita cabeza de tortuga" (debido a su crestas craneales). Torres mantiene este comportamiento agresivo a lo largo de su vida, pero finalmente aprende a controlarlo aunque, con frecuencia, tiene que luchar para controlarlo.

## Academia de la Flota Estelar y Maquis
Torres abandona la Academia de la Flota Estelar en 2368 a la edad de 19 con el pésame de muchos de sus profesores, que la veían como muy capaz. Dos años más tarde pasó a ser miembro del grupo rebelde los Maquis, donde desarrolló un profundo odio por los cardasianos. Torres se sumó al capitán Maquis Chakotay y se desempeña como jefe de máquinas de su nave, el Val Jean, cuando fueron llevados al Cuadrante Delta por el Guardián (Temporada1, Capítulo 1, "El guardián").  
Durante su tiempo con los Maquis, Torres reprogramó un misil Cardasiano conocido como "Acorazado". El misil, construido con inteligencia artificial, fue originalmente dirigido a las instalaciones Maquis. Torres lo reprograma y le fija curso hacía una instalación Cardasiana, pero "Acorazado" fue arrastrado al el Cuadrante Delta por el Guardián (Temporada 2, capítulo 17, "Acorazado").
Después de ser raptada junto con los demás Maquis por el Guardián, el Guardián intentó convertirla en un ser como él para que pudiese ocuparse de los Ocampa en su lugar cuando muriese, pero falló. Durante la experiencia ella conoce a Harry Kim y, más tarde, a la restante tripulación del USS Voyager.  

## USS Voyager
En 2371, B'Elanna Torres se une a la tripulación de la Voyager con el resto de los Maquis de la Val Jean, debido a que la capitán Kathryn Janeway les ofrece la oportunidad de hacerlo para regresar al Cuadrante Alfa. Ella es ubicadada en el departamento de ingeniería, que no tiene un jefe, porque el original ingeniero en jefe perdió la vida durante el viaje involuntario hacia el Cuadrante Delta. Como resultado de ello, Torres a menudo entra en conflicto con el teniente Carey, el sustituto del ingeniero jefe muerto. La Capitán Janeway finalmente promueve a Torres a jefe de ingeniería por la recomendación de Chakotay debido a sus enormes, aunque poco ortodoxos talentos como ingeniero, que sobrepasan con creces a los de Carey. 
Poco después de convertirse en jefe de ingeniería, Torres desobedece las órdenes de la capitán de la Voyager cuando se encuentran con una raza conocida como los Sikarianos. Ellos desarrollaron un teletransportador muy avanzado, con esta tecnología podrían reducir drásticamente sus 70 años de viaje a sólo un día, pero la ley Sikariana prohíbe que la Voyager obtenga legítimamente el aparato. Torres se involucra con un pequeño grupo de oficiales para obtener la tecnología en el mercado negro Sikariano y perpetran un intento fallido de integrar el trasportador a los sistemas de la Voyager (Temporada 1, capítulo 10, "Primeros Factores"). Con el tiempo ella se comporta más y más como un miembro de la flota estelar hasta el punto de reconocerse a sí misma en Siete de Nueve respecto a lo que ella una vez fue y ya no es. 
Torres más tarde comienza una relación con Tom Paris, después de un complicado y tormentoso noviazgo. Durante un incidente en 2374, Torres confiesa su amor por Tom Paris cuando quedaron flotando en el espacio (Temporada 4 capítulo 3, "Día del Honor"). Aunque la Voyager es capaz de rescatarlos, Torres se da cuenta de que su valentía al admitir su amor le ha traído un paso más cerca de descubrir lo que ella considera verdadero honor. Su primera relación florece en la pantalla durante el capítulo 7 de la misma temporada "método científico". Se casan en 2377 y que tienen su luna de miel a bordo del volador delta. 
Cuando Torres y París conciben a su hija a mediados del 2377, El Doctor informa que la niña tendrá crestas craneales, así como otros rasgos Klingon. Torres, rememora acontecimientos dolorosos de su propia infancia, insta al Doctor para realizar terapia genética para reducir este fenotipo, e incluso va más lejos como para reprogramar al Doctor para que este de acuerdo en hacerlo. Su marido y la capitana Janeway en desacuerdo que el Doctor realice las modificaciones genéticas intentan evitarlo. Cuando Paris logra llegar a abrir la puerta de la enfermería que B'elanna clausura mientras se realiza la operación, ella admite que tiene miedo de que su marido no soporte vivir con dos klingon y las abandone como su padre lo hizo. Una vez que ella derriba sus temores finalmente queda liberada para disfrutar del embarazo. (capítulo 12 de la temporada 7 "Linaje"). 
Miral, la hija de Torres y París, nace en 2378, durante el viaje de la Voyager a través de un conducto transwarp Borg en dirección al cuadrante Alfa. En una realidad alternativa donde Voyager regresa a la tierra después de 20 años, Miral aparece como un adulto que labora en la Flota, con el rango de Alférez.

## Fecha de nacimiento
Hay muchas referencias en los episodios de Star Trek Voyager que llevan a la conclusión de que B'Elanna nació en 2349. Torres declaró en "Riesgo extremo" que ella tenía diecinueve cuando dejó la Academia de la Flota Estelar y sabemos que en 2376 habían pasado diez años desde que entró en la Academia y diez años desde habló con su madre Miral. ("Barcaza de los Muertos"). Torres abandonó la Academia en su segundo año a la edad de diecinueve, en 2368, lo que confirma su año de nacimiento en 2349. 